# Ukraina na Zimowych Igrzyskach Olimpijskich 2022
Ukraina na Zimowych Igrzyskach Olimpijskich 2022 – występ kadry sportowców reprezentujących Ukrainę na igrzyskach olimpijskich, które odbyły się w Pekinie, w Chińskiej Republice Ludowej, w dniach 4–20 lutego 2022 roku.
Reprezentacja Ukrainy liczyła czterdzieścioro sześcioro zawodników – dwadzieścia dwie kobiety i dwudziestu czterech mężczyzn.
Był to ósmy start Ukrainy na zimowych igrzyskach olimpijskich.

## Zdobyte medale
Jedyny medal dla Ukrainy zdobył narciarz dowolny Ołeksandr Abramenko, który wywalczył srebrny medal. Był to czwarty wynik w dotychczasowej historii startów Ukrainy na zimowych igrzyskach olimpijskich i najsłabszy od Zimowych Igrzyskach Olimpijskich 2010 w Vancouver.
| Medal  | Zawodnik            | Dyscyplina          | Konkurencja                 | Data      |
| ------ | ------------------- | ------------------- | --------------------------- | --------- |
| Srebro | Ołeksandr Abramenko | Narciarstwo dowolne | skoki akrobatyczne mężczyzn | 16 lutego |

## Reprezentanci

### Biathlon
| Zawodnik                                                         | Konkurencja                | Strzelanie                           | Czas                                      | Miejsce | Źródło |
| ---------------------------------------------------------------- | -------------------------- | ------------------------------------ | ----------------------------------------- | ------- | ------ |
| Darja Błaszko                                                    | bieg indywidualny kobiet   | DNS                                  | DNS                                       | DNS     | [ 1 ]  |
| Anton Dudczenko                                                  | bieg indywidualny mężczyzn | 4 (1+0+1+2)                          | 54:54,9                                   | 50.     | [ 2 ]  |
| Anton Dudczenko                                                  | bieg pościgowy mężczyzn    | 3 (2+0+1+0)                          | 43:36,5                                   | 23.     | [ 2 ]  |
| Anton Dudczenko                                                  | sprint mężczyzn            | 2 (2+0)                              | 26:51,6                                   | 60.     | [ 2 ]  |
| Julija Dżima                                                     | bieg indywidualny kobiet   | 2 (0+1+0+1)                          | 45:34,4                                   | 10.     | [ 3 ]  |
| Julija Dżima                                                     | bieg masowy kobiet         | 3 (1+0+2+0)                          | 41:43,7                                   | 7.      | [ 3 ]  |
| Julija Dżima                                                     | bieg pościgowy kobiet      | 4 (1+0+1+2)                          | 37:36,2                                   | 13.     | [ 3 ]  |
| Julija Dżima                                                     | sprint kobiet              | 1 (0+1)                              | 21:51,8                                   | 8.      | [ 3 ]  |
| Anastasija Merkuszyna                                            | bieg pościgowy kobiet      | 2 (1+0+0+1)                          | 38:37,2                                   | 25.     | [ 4 ]  |
| Anastasija Merkuszyna                                            | sprint kobiet              | 1 (1+0)                              | 22:31,6                                   | 24.     | [ 4 ]  |
| Iryna Petrenko                                                   | bieg indywidualny kobiet   | 0 (0+0+0+0)                          | 45:42,2                                   | 11.     | [ 5 ]  |
| Iryna Petrenko                                                   | bieg pościgowy kobiet      | 4 (1+1+2+0)                          | 43:03,7                                   | 55.     | [ 5 ]  |
| Iryna Petrenko                                                   | sprint kobiet              | 2 (2+0)                              | 23:11,7                                   | 40.     | [ 5 ]  |
| Dmytro Pidruczny                                                 | bieg indywidualny mężczyzn | 3 (0+1+1+1)                          | 51:49,3                                   | 18.     | [ 6 ]  |
| Dmytro Pidruczny                                                 | bieg masowy mężczyzn       | 7 (0+3+2+2)                          | 42:16,2                                   | 24.     | [ 6 ]  |
| Dmytro Pidruczny                                                 | bieg pościgowy mężczyzn    | 5 (1+2+2+0)                          | 42:45,9                                   | 13.     | [ 6 ]  |
| Dmytro Pidruczny                                                 | sprint mężczyzn            | 1 (0+1)                              | 25:19,0                                   | 13.     | [ 6 ]  |
| Artem Pryma                                                      | bieg indywidualny mężczyzn | 4 (1+2+0+1)                          | 53:36,2                                   | 37.     | [ 6 ]  |
| Artem Pryma                                                      | bieg masowy mężczyzn       | 7 (2+1+3+1)                          | 43:12,6                                   | 28.     | [ 6 ]  |
| Artem Pryma                                                      | bieg pościgowy mężczyzn    | 6 (2+2+2+0)                          | 42:59,8                                   | 18.     | [ 6 ]  |
| Artem Pryma                                                      | sprint mężczyzn            | 1 (0+1)                              | 25:19,8                                   | 15.     | [ 6 ]  |
| Wałentyna Semerenko                                              | bieg indywidualny kobiet   | (0+1+X+X)                            | DNF                                       | DNF     | [ 7 ]  |
| Bohdan Cymbał                                                    | bieg indywidualny mężczyzn | 4 (3+0+1+0)                          | 55:19,0                                   | 55.     | [ 8 ]  |
| Bohdan Cymbał                                                    | sprint mężczyzn            | 3 (3+0)                              | 26:59,0                                   | 66.     | [ 8 ]  |
| Artem Tyszczenko                                                 | bieg indywidualny mężczyzn | DNS                                  | DNS                                       | DNS     | [ 9 ]  |
| Iryna Petrenko Julija Dżima Anastasija Merkuszyna Olena Biłosiuk | sztafeta kobiet            | 0+0 0+0 1+3 0+3 0+0 0+0 1+6          | 17:46,1 19:06,1 18:09,5 19:02,4 1:14:04,1 | 7.      | [ 10 ] |
| Bohdan Cymbał Artem Pryma Anton Dudczenko Dmytro Pidruczny       | sztafeta mężczyzn          | 0+1 0+1 0+1 1+3 0+0 1+3 0+0 2+3 4+12 | 20:22,9 21:05,4 20:49,9 21:13,3 1:23:31,5 | 9.      | [ 11 ] |
| Wałentyna Semerenko Julija Dżima Artem Pryma Dmytro Pidruczny    | sztafeta mieszana          | 2+3 1+3 0+0 0+2 0+3 0+1 1+3 0+0 4+15 | 15:44,2 17:50,2 15:45,1 16:00,0 1:10:21,7 | 13.     | [ 12 ] |

### Biegi narciarskie
| Zawodnik                                                         | Konkurencja                | Kwalifikacje | Kwalifikacje | Ćwierćfinały | Ćwierćfinały | Półfinały | Półfinały | Finał       | Finał   | Źródło |
| Zawodnik                                                         | Konkurencja                | Czas         | Miejsce      | Czas         | Miejsce      | Czas      | Miejsce   | Czas        | Miejsce | Źródło |
| ---------------------------------------------------------------- | -------------------------- | ------------ | ------------ | ------------ | ------------ | --------- | --------- | ----------- | ------- | ------ |
| Maryna Ancybor                                                   | bieg indywidualny kobiet   | —            | —            | —            | —            | —         | —         | 32:36,5     | 58.     | [ 13 ] |
| Maryna Ancybor                                                   | bieg łączony kobiet        | —            | —            | —            | —            | —         | —         | 52:54,0     | 56.     | [ 13 ] |
| Maryna Ancybor                                                   | bieg masowy kobiet         | —            | —            | —            | —            | —         | —         | 1:35:31,3   | 37.     | [ 13 ] |
| Maryna Ancybor                                                   | sprint kobiet              | 3:33,80      | 54.          | NQ           | NQ           | NQ        | NQ        | NQ          | 54.     | [ 13 ] |
| Walancina Kaminska                                               | bieg indywidualny kobiet   | —            | —            | —            | —            | —         | —         | 35:42,7     | 79.     | [ 14 ] |
| Walancina Kaminska                                               | sprint kobiet              | 3:44,10      | 70.          | NQ           | NQ           | NQ        | NQ        | NQ          | 70.     | [ 14 ] |
| Ołeksij Krasowski                                                | bieg indywidualny mężczyzn | —            | —            | —            | —            | —         | —         | 44:59,8     | 77.     | [ 15 ] |
| Ołeksij Krasowski                                                | bieg łączony mężczyzn      | —            | —            | —            | —            | —         | —         | LAP         | 58.     | [ 15 ] |
| Ołeksij Krasowski                                                | sprint mężczyzn            | 3:05,52      | 64.          | NQ           | NQ           | NQ        | NQ        | NQ          | 64.     | [ 15 ] |
| Julija Krol                                                      | bieg łączony kobiet        | —            | —            | —            | —            | —         | —         | 57:04,4     | 62.     | [ 16 ] |
| Wiktorija Ołech                                                  | bieg indywidualny kobiet   | —            | —            | —            | —            | —         | —         | 34:58,1     | 76.     | [ 17 ] |
| Wiktorija Ołech                                                  | bieg łączony kobiet        | —            | —            | —            | —            | —         | —         | 54:55.7     | 60.     | [ 17 ] |
| Wiktorija Ołech                                                  | bieg masowy kobiet         | —            | —            | —            | —            | —         | —         | 1:46:22,1   | 58.     | [ 17 ] |
| Wiktorija Ołech                                                  | sprint kobiet              | 3:42,78      | 69.          | NQ           | NQ           | NQ        | NQ        | NQ          | 69.     | [ 17 ] |
| Rusłan Perechoda                                                 | bieg indywidualny mężczyzn | —            | —            | —            | —            | —         | —         | 45:05,6     | 78.     | [ 18 ] |
| Rusłan Perechoda                                                 | bieg łączony mężczyzn      | —            | —            | —            | —            | —         | —         | LAP         | 64.     | [ 18 ] |
| Rusłan Perechoda                                                 | sprint mężczyzn            | 2:59,34      | 46.          | NQ           | NQ           | NQ        | NQ        | NQ          | 46.     | [ 18 ] |
| Darja Rublowa                                                    | bieg łączony kobiet        | —            | —            | —            | —            | —         | —         | LAP         | 63.     | [ 19 ] |
| Julija Krol Maryna Ancybor                                       | sprint drużynowy kobiet    | —            | —            | —            | —            | 25:46,04  | 9.        | NQ          | 18.     | [ 20 ] |
| Ołeksij Krasowski Rusłan Perechoda                               | sprint drużynowy mężczyzn  | —            | —            | —            | —            | 20:48,40  | 9.        | NQ          | 17.     | [ 21 ] |
| Wiktorija Ołech Waliancina Kaminska Maryna Ancybor Darja Rublowa | sztafeta kobiet            | —            | —            | —            | —            | —         | —         | 17:55,5 LAP | 18.     | [ 22 ] |

### Bobsleje
| Zawodnik     | Konkurencja    | 1. przejazd | 1. przejazd | 2. przejazd | 2. przejazd | 3. przejazd | 3. przejazd | 4. przejazd | 4. przejazd | Suma    | Suma    | Źródło |
| Zawodnik     | Konkurencja    | Czas        | Miejsce     | Czas        | Miejsce     | Czas        | Miejsce     | Czas        | Miejsce     | Czas    | Miejsce | Źródło |
| ------------ | -------------- | ----------- | ----------- | ----------- | ----------- | ----------- | ----------- | ----------- | ----------- | ------- | ------- | ------ |
| Lidija Huńko | monobob kobiet | 1:06,34     | 18          | 1:07,84     | 20          | 1:07,47     | 20          | 1:07,45     | 19          | 4:29,10 | 20.     | [ 23 ] |

### Kombinacja norweska
| Zawodnik         | Konkurencja                     | Skok      | Skok   | Skok    | Bieg    | Bieg    | Miejsce | Źródło |
| Zawodnik         | Konkurencja                     | Odległość | Punkty | Miejsce | Czas    | Miejsce | Miejsce | Źródło |
| ---------------- | ------------------------------- | --------- | ------ | ------- | ------- | ------- | ------- | ------ |
| Dmytro Mazurczuk | skocznia normalna/bieg na 10 km | 87,0      | 82,5   | 35.     | 30:30,3 | 35.     | 36.     | [ 24 ] |
| Dmytro Mazurczuk | skocznia duża/bieg na 10 km     | 116,0     | 83,5   | 33.     | 27:35,4 | 33.     | 32.     | [ 24 ] |

### Łyżwiarstwo figurowe
| Zawodnik                           | Konkurencja   | SP / RD | SP / RD | FS / FD | FS / FD | Nota łączna | Nota łączna | Źródło |
| Zawodnik                           | Konkurencja   | Punkty  | Poz.    | Punkty  | Poz.    | Punkty      | Poz.        | Źródło |
| ---------------------------------- | ------------- | ------- | ------- | ------- | ------- | ----------- | ----------- | ------ |
| Ołeksandra Nazarowa Maksym Nikitin | pary taneczne | 65,53   | 20. Q   | 97,34   | 18.     | 162,87      | 20.         | [ 25 ] |
| Anastasija Szabotowa               | solistki      | 48,68   | 30.     | NQ      | NQ      | 48,68       | 30.         | [ 26 ] |
| Iwan Szmuratko                     | soliści       | 78,11   | 22. Q   | 127,65  | 24.     | 205,76      | 24.         | [ 27 ] |

drużynowo
| Zawodnicy | Konkurencja      | Soliści | Soliści | Solistki      | Solistki | Pary sportowe | Pary sportowe | Pary taneczne | Pary taneczne | Wynik  | Wynik   | Źródło |
| Zawodnicy | Konkurencja      | SP      | FS      | SP            | FS       | SP            | FS            | RD            | FD            | Punkty | Miejsce |        |
| --- | ---------------- | ------- | ------- | ------------- | -------- | ------------- | ------------- | ------------- | ------------- | ------ | ------- | ------ |
| Iwan Szmuratko, Anastasija Szabotowa, Sofija Holiczenko / Artem Darenśkij, Ołeksandra Nazarowa / Maksym Nikitin | zawody drużynowe | DNS     | NQ      | 62,49 (4 pkt) | NQ       | 53,65 (2 pkt) | NQ            | 64,08 (2 pkt) | NQ            | 4      | 10.     | [ 28 ] |

### Narciarstwo alpejskie
| Zawodnik              | Konkurencja              | 1 przejazd | 1 przejazd | 2 przejazd | 2 przejazd | Łącznie | Łącznie | Źródło |
| Zawodnik              | Konkurencja              | Czas       | Pozycja    | Czas       | Pozycja    | Czas    | Pozycja | Źródło |
| --------------------- | ------------------------ | ---------- | ---------- | ---------- | ---------- | ------- | ------- | ------ |
| Iwan Kowbasniuk       | slalom mężczyzn          | DNF        | DNF        | NQ         | NQ         | DNF     | DNF     | [ 29 ] |
| Iwan Kowbasniuk       | supergigant mężczyzn     | —          | —          | —          | —          | 1:25,56 | 32.     | [ 29 ] |
| Iwan Kowbasniuk       | superkombinacja mężczyzn | 1:49,13    | 21.        | 55,30      | 14.        | 2:44,43 | 14.     | [ 29 ] |
| Iwan Kowbasniuk       | zjazd mężczyzn           | —          | —          | —          | —          | 1:48,09 | 33.     | [ 29 ] |
| Anastasija Szepiłenko | slalom kobiet            | DNF        | DNF        | NQ         | NQ         | DNF     | DNF     | [ 30 ] |
| Anastasija Szepiłenko | slalom gigant kobiet     | 1:05,95    | 45.        | 1:06,38    | 40.        | 2:12,33 | 39.     | [ 30 ] |
| Anastasija Szepiłenko | supergigant kobiet       | —          | —          | —          | —          | 1:19,60 | 37.     | [ 30 ] |

### Narciarstwo dowolne
| Zawodnik            | Konkurencja                 | Kwalifikacje | Kwalifikacje | Kwalifikacje | Kwalifikacje | Finał  | Finał  | Finał | Finał  | Miejsce | Źródło |
| Zawodnik            | Konkurencja                 | R1           | M            | R2           | M            | Z1     | Z2     | M     | Z3     | Miejsce | Źródło |
| ------------------- | --------------------------- | ------------ | ------------ | ------------ | ------------ | ------ | ------ | ----- | ------ | ------- | ------ |
| Ołeksandr Abramenko | skoki akrobatyczne mężczyzn | 120,36       | 5. Q         | BYE          | BYE          | 123,53 | 113,57 | 2. Q  | 116,50 | srebro  | [ 31 ] |
| Dmytro Kotowski     | skoki akrobatyczne mężczyzn | 73,89        | 24.          | 114,03       | 9.           | NQ     | NQ     | NQ    | NQ     | 15.     | [ 32 ] |
| Anastasija Nowosad  | skoki akrobatyczne kobiet   | DNS          | DNS          | DNS          | DNS          | NQ     | NQ     | NQ    | NQ     | –       | [ 33 ] |
| Ołeksandr Okipniuk  | skoki akrobatyczne mężczyzn | 92,76        | 22.          | 125,00       | 1. Q         | 91,40  | 122,01 | 9.    | NQ     | 9.      | [ 34 ] |
| Olha Poluk          | skoki akrobatyczne kobiet   | 68,76        | 20.          | 56,68        | 16.          | NQ     | NQ     | NQ    | NQ     | 22.     | [ 35 ] |

### Saneczkarstwo
| Zawodniczka                                                    | Konkurencja      | 1. przejazd | 1. przejazd | 2. przejazd | 2. przejazd | 3. przejazd | 3. przejazd | 4. przejazd | 4. przejazd | Suma     | Suma    | Źródło |
| Zawodniczka                                                    | Konkurencja      | Czas        | Miejsce     | Czas        | Miejsce     | Czas        | Miejsce     | Czas        | Miejsce     | Czas     | Miejsce | Źródło |
| -------------------------------------------------------------- | ---------------- | ----------- | ----------- | ----------- | ----------- | ----------- | ----------- | ----------- | ----------- | -------- | ------- | ------ |
| Anton Dukach                                                   | jedynki mężczyzn | 58,873      | 25.         | 58,726      | 18.         | 58,408      | 19.         | NQ          | NQ          | 2:56,007 | 22.     | [ 36 ] |
| Andrij Łysećkyj Ihor Stachiw                                   | dwójki mężczyzn  | 59,983      | 14.         | 1:00,080    | 15.         | —           | —           | —           | —           | 2:00,063 | 15.     | [ 37 ] |
| Andrij Mandzij                                                 | jedynki mężczyzn | 1:01,082    | 32.         | 58,706      | 17.         | 58,346      | 17.         | NQ          | NQ          | 2:58,134 | 27.     | [ 38 ] |
| Olena Stetskiw                                                 | jedynki kobiet   | 59,663      | 21.         | 59,586      | 19.         | 59,963      | 27.         | NQ          | NQ          | 2:59,212 | 22.     | [ 39 ] |
| Julianna Tunijtska                                             | jedynki kobiet   | 59,690      | 22.         | 59,844      | 23.         | 59,571      | 24.         | NQ          | NQ          | 2:59,105 | 21.     | [ 40 ] |
| Julianna Tunijtska Anton Dukach Ihor Stachiw / Andrij Łysećkyj | sztafeta         | 1:01,123    | 8. (JK)     | 1:04,244    | 13. (JM)    | 1:04,237    | 12. (DM)    | —           | —           | 3:09.604 | 11.     | [ 41 ] |

### Short track
| Zawodnik       | Konkurencja    | Kwalifikacje | Kwalifikacje | Ćwierćfinał | Ćwierćfinał | Półfinał | Półfinał | Finał/Finał B | Finał/Finał B | Miejsce | Źródło |
| Zawodnik       | Konkurencja    | Czas         | Pozycja      | Czas        | Pozycja     | Czas     | Pozycja  | Czas          | Pozycja       | Miejsce | Źródło |
| -------------- | -------------- | ------------ | ------------ | ----------- | ----------- | -------- | -------- | ------------- | ------------- | ------- | ------ |
| Uliana Dubrowa | 1500 m kobiet  | —            | —            | 2:26,832    | 6.          | NQ       | NQ       | NQ            | NQ            | 32.     | [ 42 ] |
| Ołeh Handej    | 500 m mężczyzn | 44,163       | 4.           | NQ          | NQ          | NQ       | NQ       | NQ            | NQ            | 27.     | [ 43 ] |

### Skeleton
| Zawodnik              | Konkurencja    | Ślizg 1 | Ślizg 1 | Ślizg 2 | Ślizg 2 | Ślizg 3 | Ślizg 3 | Ślizg 4 | Ślizg 4 | Łącznie | Pozycja | Źródło |
| Zawodnik              | Konkurencja    | Czas    | Pozycja | Czas    | Pozycja | Czas    | Pozycja | Czas    | Pozycja | Łącznie | Pozycja | Źródło |
| --------------------- | -------------- | ------- | ------- | ------- | ------- | ------- | ------- | ------- | ------- | ------- | ------- | ------ |
| Władysław Heraskewycz | ślizg mężczyzn | 1:01,63 | 18.     | 1:01,58 | 16.     | 1:01,62 | 18.     | 1:01,45 | 17.     | 4:06,28 | 18.     | [ 44 ] |

### Skoki narciarskie
| Zawodnik             | Konkurencja                | Kwalifikacje | Kwalifikacje | Kwalifikacje | Runda 1.  | Runda 1. | Runda 1. | Runda 2.  | Runda 2. | Runda 2. | Suma   | Suma    | Źrodło |
| Zawodnik             | Konkurencja                | Odległość    | Punkty       | Miejsce      | Odległość | Punkty   | Miejsce  | Odległość | Punkty   | Miejsce  | Punkty | Miejsce | Źrodło |
| -------------------- | -------------------------- | ------------ | ------------ | ------------ | --------- | -------- | -------- | --------- | -------- | -------- | ------ | ------- | ------ |
| Witalij Kaliniczenko | skocznia duża mężczyzn     | 118,0        | 94,2         | 42. Q        | 122,5     | 106,0    | 44.      | NQ        | NQ       | NQ       | 106,0  | 44.     | [ 45 ] |
| Anton Korczuk        | skocznia normalna mężczyzn | 67,5         | 38,0         | 52.          | NQ        | NQ       | NQ       | NQ        | NQ       | NQ       | NQ     | 52.     | [ 46 ] |
| Anton Korczuk        | skocznia duża mężczyzn     | 82,5         | 25,4         | 56.          | NQ        | NQ       | NQ       | NQ        | NQ       | NQ       | NQ     | 56.     | [ 46 ] |
| Jewhen Marusiak      | skocznia normalna mężczyzn | 73,0         | 49,8         | 48. Q        | 91,5      | 97,4     | 47.      | NQ        | NQ       | NQ       | 97,4   | 47.     | [ 47 ] |
| Jewhen Marusiak      | skocznia duża mężczyzn     | 104,0        | 76,0         | 49. Q        | 111,0     | 81,6     | 50.      | NQ        | NQ       | NQ       | 81,6   | 50.     | [ 47 ] |

### Snowboarding
| Zawodnik        | Konkurencja              | Rozstawienie | Rozstawienie | 1/8 finału      | Ćwierćfinał     | Półfinał        | Finał           | Finał   | Miejsce | Źródło |
| Zawodnik        | Konkurencja              | Czas         | Miejsce      | Przeciwnik Czas | Przeciwnik Czas | Przeciwnik Czas | Przeciwnik Czas | Miejsce | Miejsce | Źródło |
| --------------- | ------------------------ | ------------ | ------------ | --------------- | --------------- | --------------- | --------------- | ------- | ------- | ------ |
| Annamari Dancza | slalom równoległy kobiet | 1:37,79      | 26.          | NQ              | NQ              | NQ              | NQ              | NQ      | 26.     | [ 48 ] |